# RSI La 2
RSI La 2 est une chaîne de télévision généraliste publique de la Televisione svizzera di lingua italiana (RSI). Jusqu'au 1er mars 2009, elle se nommait TSI 2.

## Histoire de la chaîne
La TSI lance un deuxième canal de télévision le 1er septembre 1997 baptisé TSI 2 et axé sur le sport et les programmes pour la jeunesse.
Le 1er mars 2009, les radios et télévisions de langue italienne de la SRG SSR idée suisse fusionnent au sein d'une seule unité d'entreprise, la Radiotelevisione svizzera di lingua italiana (RSI). À cette occasion, la chaîne est renommée « RSI La 2 ».
RSI La 2 ne s'adresse pas exclusivement au Tessin et aux vallées du sud des Grisons. Parmi son public, il y a aussi les italophones de toute la Suisse.

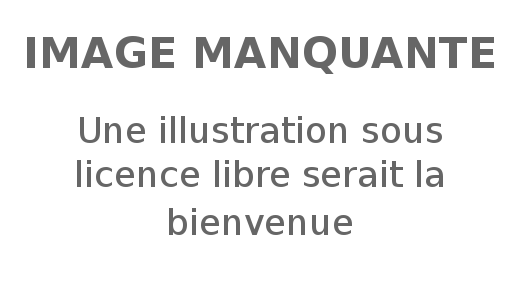
Logo de TSI 2 (1997-1999)[réf. nécessaire]
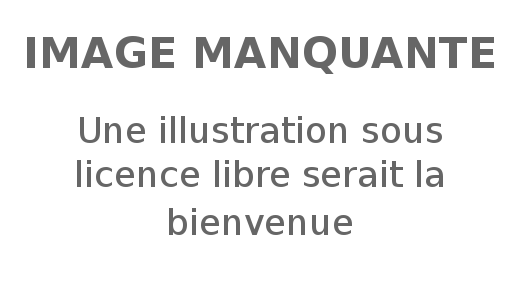
Logo de TSI 2 (1999)[réf. nécessaire]
Logo de TSI 2 (1999-2009)[1],[2]
Logo de RSI La 2 (2009-2012)
Logo actuel de RSI La 2
Logo de RSI La 2 HD

## Diffusion
RSI La 2 était diffusée sur le réseau terrestre analogique jusqu'au 24 juillet 2006 à 12 h 48. Depuis cette date, la chaîne n'est accessible que sur la télévision numérique terrestre suisse et sur le câble. La RSI fut le premier des trois diffuseurs publics suisses du groupe SRG SSR idée suisse à éteindre définitivement son réseau d'émetteurs analogiques. La TNT suisse a cessé d'émettre le 3 juin 2019.
RSI La 2 est aussi diffusée par le satellite Hot Bird pour alimenter les réseaux câblés et desservir les zones d'ombre. La réception nécessite l'acquisition d'une carte d'accès (frais unique). Elle peut ainsi être captée par les expatriés. La carte d'accès est également nécessaire, mais des frais annuels sont perçus en plus.

## Programme

### Information
- L'Agenda

### Sport
- La Domenica Sportiva
- SportnonStop

Retransmissions sportives en direct :
- Jeux olympiques
- Grand Prix de Formule 1
- Coupe du monde de football
- Championnat d'Europe de football 2008 en intégralité
- Ligue des champions de l'UEFA
- Championnat de Suisse de football
- Coupe du monde de hockey sur glace
- Championnat de Suisse de hockey sur glace
- Championnats du monde de vitesse moto
- Cyclisme : Les classiques, Paris-Nice, Tour de Romandie, Giro d'Italia, Tour de France, Mondial et Tour de Lombardie
- Motocyclisme : Mondial vitesse
- Ski alpin : Coupe du monde
- Tennis : 
  - Open d'Australie
  - Coupe Davis
  - Internationaux de France de tennis
  - Tournoi de Wimbledon
  - US Open de tennis